# Slag van Azanulbizar
De Slag van Azanulbizar is een fictieve veldslag uit de werken van J.R.R. Tolkien.
Nadat in 2770 de draak Smaug Erebor had bezet waren de overlevende dwergen gevlucht. Thrór wist met onder anderen zijn zoon Thráin II en zijn kleinzoon Thorin Eikenschild te ontsnappen. Na enige jaren besloot hij naar Moria te trekken om de woonplaats van zijn voorouders te heroveren. Bij aankomst in 2790 werd hij echter bij de poort van Moria onthoofd door de orkleider Azog.
In een oorlog van wraak vielen de dwergen alle Orkvestingen in de Grijze- en de Nevelbergen aan. De laatste, beslissende slag vond plaats in de winter van 2799 in het Deemrildal voor de Oostpoort van Moria. De dwergen behaalden een zwaarbevochten overwinning op de orks, waarvan slechts weinigen ontkwamen en een veilig heenkomen probeerden te vinden in de Witte Bergen door Rohan binnen te vluchten.